# Elizabeth Devereaux-Rochester
Elizabeth Devereaux-Rochester fut, pendant la Seconde Guerre mondiale, un agent américain du Special Operations Executive, section F. Elle fut envoyée en France comme courrier.  

## Identités
- État civil : Elizabeth Devereaux-Rochester, ou  Elizabeth Reynolds (Reynolds est le nom de son beau-père).
- Comme agent du SOE :
  - Nom de guerre : « Élisabeth »
  - Nom de code opérationnel : TYPIST (en français DACTYLO)

## Famille
- Son père : Américain
- Sa mère : Britannique
- Son beau-père : Myron Reynolds

## Éléments biographiques
Elizabeth Devereaux-Rochester  naît le 20 décembre 1917. Elle fait ses études à la Roedean School. Dans les années 1930, elle vit avec sa mère à Paris. Quand les Allemands envahissent la France, elle quitte le pays par les Pyrénées.
Début 1943, elle est recrutée par le SOE. Elle suit l'entraînement spécial d'agent. Elle est envoyée en France le 18 octobre 1943, avec Richard Heslop, dont elle devient le courrier pour le réseau MARKSMAN.
Au printemps 1944, elle est rappelée en Angleterre, car on considère qu'elle se fait trop remarquer. Elle quitte le réseau MARKSMAN, mais au lieu de rentrer en Angleterre, elle va à Paris pour aider un ami. Elle se rend chez sa mère. Elle est arrêtée le 20 mars 1944 et emprisonnée, à Vittel en tant que citoyenne américaine. À la Libération, elle est relâchée le  18 septembre 1944.
Après la guerre, elle vit en France jusqu'à sa mort.

## Écrit
Elle est l'auteur du livre suivant :
- (en) Full Moon to France, Harper & Row, 1977.

## Reconnaissance
Elle a reçu les distinctions suivantes :
- France : chevalier de la Légion d'honneur, Croix de guerre 1939-1945